# Chagiga
Chagiga (Hebreeuws: חגיגה, letterlijk feestviering of feestoffer) is het laatste traktaat (masechet) van de Orde Moëed (Seder Moëed) van de Misjna en de Talmoed.
Dit traktaat gaat over de voorschriften met betrekking tot de pelgrimages naar Jeruzalem voor de viering van de drie hoogfeesten (Pesach, Sjavoeot en Soekot) en het brengen van offers in de tempel aldaar. De Babylonische Talmoed bevat twee agadot over de schepping en de hemelse strijdwagen.
In totaal telt het traktaat Chagiga drie hoofdstukken.
In traditionele uitgaven van de Misjna is het traktaat Chagiga het laatste traktaat van de Orde Moëed, in een aantal oude handschriften vindt men het traktaat ook op een andere plek in de Orde Moëed terug. In de Jeruzalemse Talmoed is het traktaat Chagiga het vijfde traktaat.
Zowel in de Jeruzalemse als de Babylonische Talmoed kent Gemara (rabbijns commentaar op de Misjna) op Chagiga.